# Kázání
Kázání může znamenat

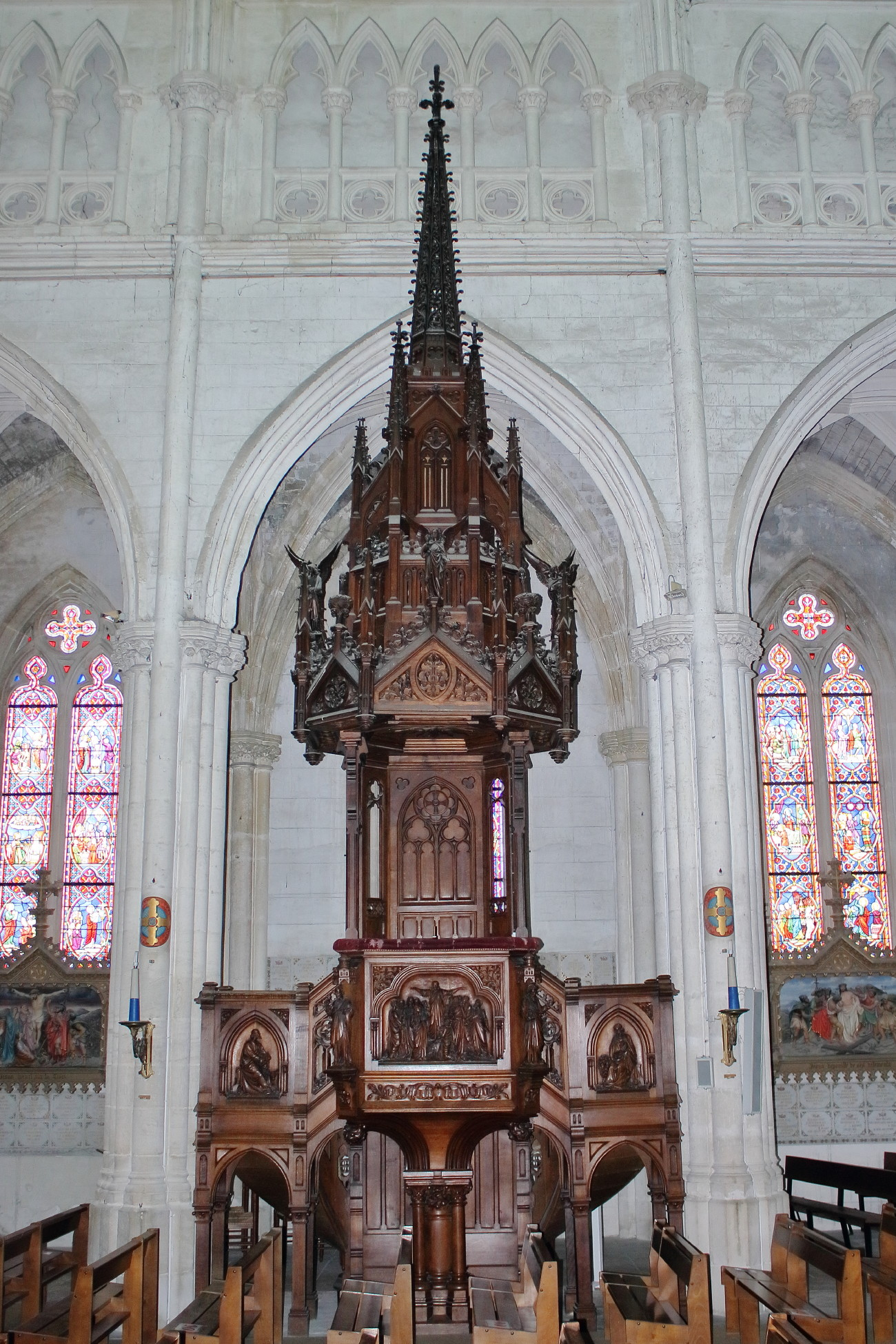
V katolických chrámech bývá kázání přednášeno z kazatelny (Kazatelna v Bazilice Notre-Dame-des-Enfants v Châteauneuf-sur-Cher)

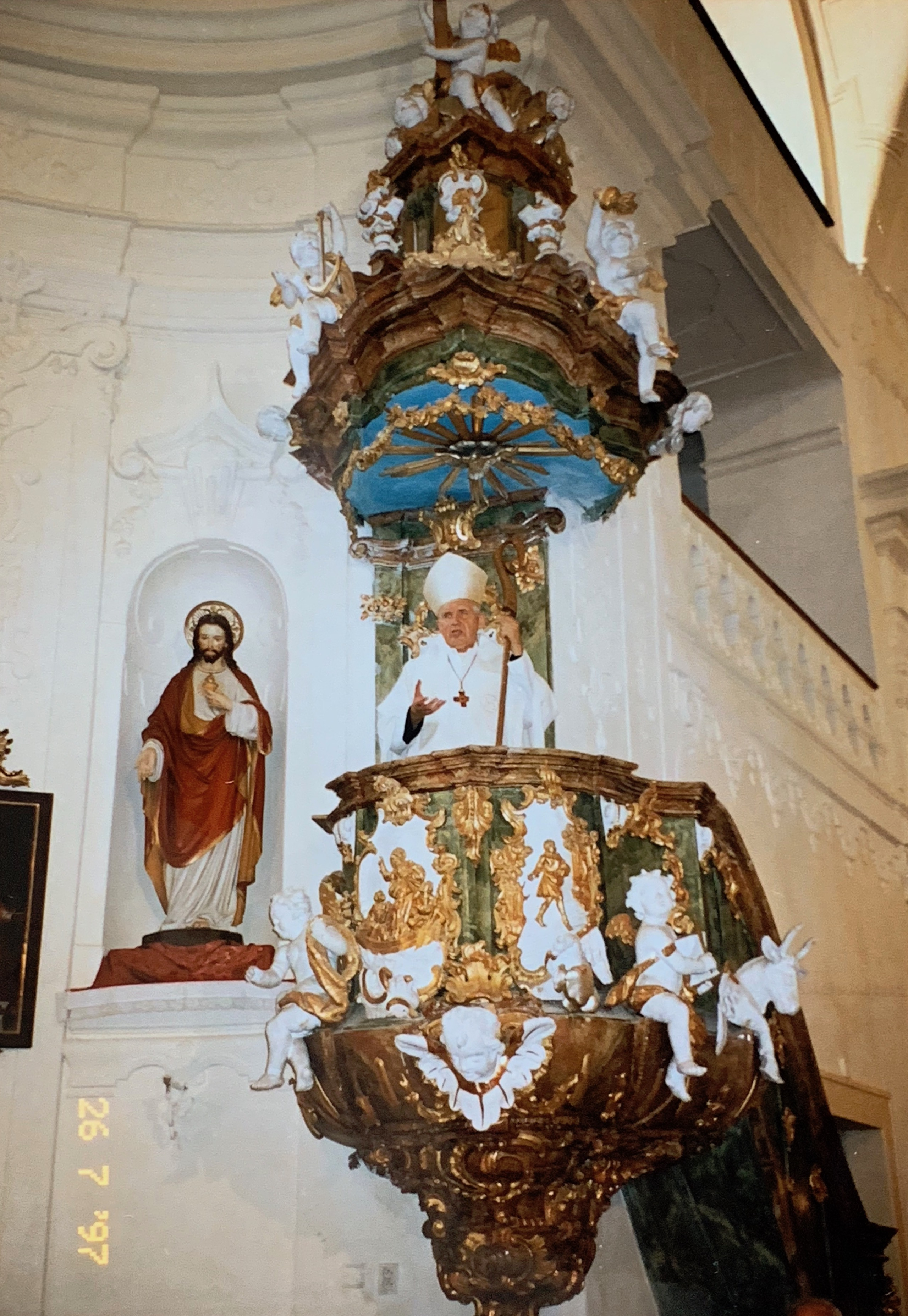
Biskup Josef Koukl při kázání na kazatelně (1997)

- přednesení projevu s náboženským obsahem během bohoslužby, přičemž jde většinou o integrální součást takové bohoslužby a osoba přednášejícího (většinou identická s autorem obsahu), čas, místo a způsob přednesu jsou do určité míry upraveny liturgickými předpisy;
- samotný obsah přednesu, rovněž částečně upravený liturgickými předpisy;
- v češtině i v některých jiných jazycích (srov. např. anglické „homily“):
  - přeneseně: dlouhou řeč, obšírný výklad;
  - expresivně: domluvu, napomínání, kárání, výtky.

Nauka o kázání (kazatelství) se nazývá homiletika.

## Křesťanství

### Katolická církev

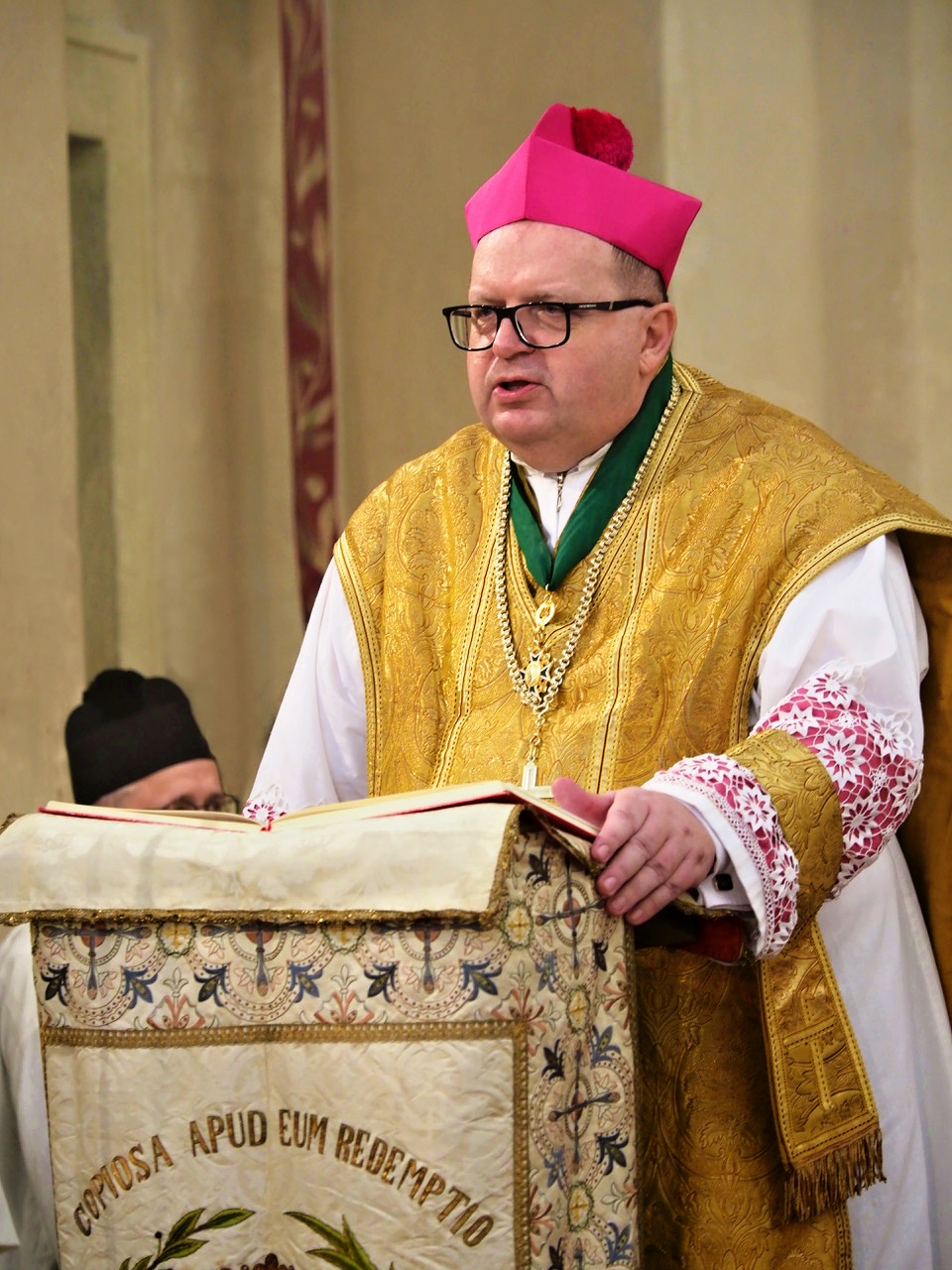
J.M.can. Jiří Hladík O.Cr, ECLJ při poutní mši v kostele Panny Marie Matky ustavičné pomoci a sv. Kajetána v Praze. 7. srpna 2020

Kázání je přednášeno biskupem, knězem nebo jáhnem. Ve výjimečném případě může kázání přednést laik, pověřený místním ordinářem, při tzv. bohoslužbě slova. Je povinné o nedělích a zasvěcených svátcích, v ostatní dny je doporučeno, zejména ve všední dny doby adventní, postní a velikonoční. Obsah se má týkat tématu příslušné mše a jejích čtení či významu daného liturgického dne, ovšem může se odchýlit k jinému, pastoračně vhodnému, tématu. V rámci Mše Pavla VI., která je současně řádnou formou římského ritu, je předneseno po přečtení evangelia, doporučeno je ponechat po kázání chvíli k tichému rozjímání. Před Druhým vatikánským koncilem, bylo kázání většinou přednášeno přede mší, protože to lépe vyhovovalo struktuře Tridentské mši, která byla řádnou formou před koncilem. V současnosti se přednáší po čtení evangelia ve velké míře od ambonu, může však být přednášeno i z kazatelny. Pokud se slouží Tridentská mše, bývá také přednášeno po evangeliu, z kazatelny, příležitostně od ambonu.

### Pravoslaví

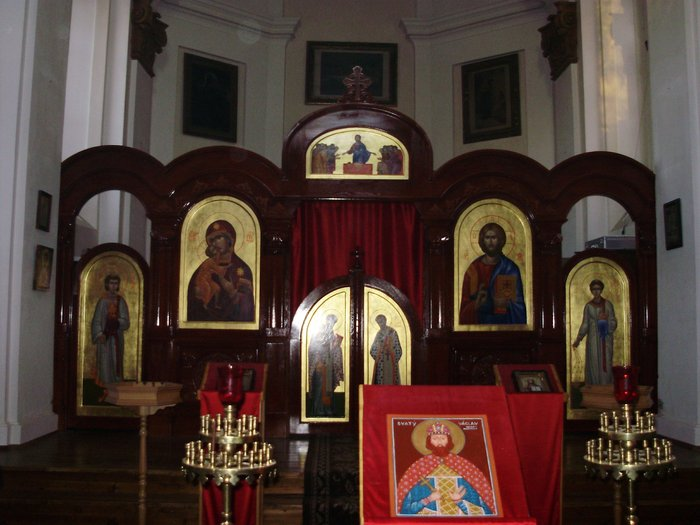
Před prostředními dveřmi ikonostasu bývá přednášeno kázání (Ikonostas v chrámu sv. Václava v Litoměřicích)

V pravoslavných církvích je během liturgie kázání předneseno po přečtení evangelia nebo na jejím konci z prostoru před ikonostasem.

### Protestantismus
V protestantských církvích je na kázání kladen důraz ještě větší než v katolicismu a pravoslaví, neboť slouží k vysvětlení a rozvedení biblických čtení, na něž je kladen v protestantské bohoslužbě zvláštní důraz. Může být přednášeno z vyvýšené kazatelny nebo od ambonu.

## Islám
Kázání neboli chutba je chápáno jako nedílná součást pátečních poledních modliteb konaných společenstvím muslimů obvykle v mešitě. Jsou předneseny z vyvýšené kazatelny, ovšem je možné je přednést i z prostoru před věřícími. V islámském světě probíhají debaty o jazyku, v jakém má být khutba přednesena. Část muslimů trvá na výhradním přednesu v arabštině bez ohledu na jazykové schopnosti přítomných věřících, a to s poukazem na to, že khutba musí být chápána především jako část povinné modlitby, která je prováděna výhradně v arabštině (poukazuje se zde na to, že khutba nahrazuje 2 ze 4 povinných sestav polední modlitby a je tudíž nedílnou, rituální součástí takové modlitby). Bývá pak často přednesena khutba historická, tedy kázání některého významného islámského duchovního minulosti. Jiným odůvodněním pro khutbu v arabštině je to, že funkci představených mešit, kteří khutbu většinou přednášejí, zastávají v mnoha západních zemích cizinci, pocházející především z arabských států a neznající místní jazyk. Jiná část muslimů prosazuje kázání v jazyce, kterému rozumí největší část přítomných, a to s poukazem na to, že kázání musí mít i pastorační funkci. Kompromisním stanoviskem je přednes kázání arabsky i v místním jazyce.